# Rudolf Stammler
Karl Eduard Julius Theodor Rudolf Stammler, més conegut com a Rudolf Stammler, (Alsfeld, Gran ducat de Hessen i del Rin, 19 de febrer de 1856 - Wernigerode, Tercer Reich, 25 d'abril de 1938) fou un jurista, professor i filòsof del dret alemany.

## Biografia
Stammler va estudiar Dret a Giessen i a Leipzig. El 1877, va escriure la seva tesi doctoral sobre la doctrina de l'estat d'emergència en el dret penal. El 1880 va obtenir el títol de professor de dret romà. Entre 1882 i 1884 va ser professor associat a Marburg i entre 1884 i 1885 a Giessen. De 1885 a 1916 va ser professor a Halle an der Saale. L'any 1913 va fundar Zeitschrift für Rechtsphilosophie (Revista de Filosofia del Dret) i, de 1916 a 1923, exercí de professor a Berlín.
En el seu període creatiu a Halle, va ser un dels principals impulsors del moviment de reforma de l'ensenyament del dret a la universitat. Els pensaments de Stammler sobre temes d'educació jurídica es referien principalment a la millora de l'educació jurídica des de l'interior, és a dir, l'educació jurídica s'ha de basar en els principis de la ciència de l'educació generalment acceptats, per tal de millorar l'educació legal. Els esforços de Stammler van ser assumits i ampliats per Paul Krückmann.
En temps del nacionalsocialisme, va ser membre de l'Anell de la llibertat alemany del NSDAP a Wernigerode i del Comitè de Filosofia Jurídica, fundat pel ministre de Justícia nazi a l'Acadèmia de Dret Alemany. Va ser el fundador de la filosofia del dret neokantiana a Alemanya. Rudolf Stammler va ser pare del germanista i historiador de l'art Wolfgang Stammler i del filòsof Gerhard Stammler.

## Obres
- Die Behandlung des Römischen Rechts in dem juristischen Studium nach Einführung des Deutschen Reichs-Civilgesetzbuches. Akademische Antrittsrede. Mohr, Freiburg 1885.
- Praktische Pandektenübung für Anfänger. Veit, Leipzig 1893.
- Theorie der Rechtswissenschaft. Scientia, Aalen 1970. Neudruck der 2. Auflage Halle 1923.
- Lehrbuch der Rechtsphilosophie. de Gruyter, Berlin 1970. 3. verm. Auflage. Unveränderter photomechanischer Nachdruck: de Gruyter, Berlin, Leipzig 1928.
- Die Lehre von dem richtigen Rechte. Wissenschaftliche Buchgesellschaft, Darmstadt 1964. Unveränderter reprografischer Nachdruck der neubearbeiteten Auflage: Halle (Saale) 1926.